# إحصاء معلمي
الإحصاء المعلمي أو الإحصاء البارامتري (بالإنجليزية: Parametric statistics)‏ عبارة عن مجموعة من الطرق التي تتطلب تحقق افتراضات محددة حول المجتمع الذي تسحب منه العينة، ومن هذه الافتراضات: التوزيع الطبيعي لأفراد المجتمع أو العينة، الاستقلالية، تجانس التباين. أمثلة: اختبار (ت) لعينة واحدة، ومعامل ارتباط بيرسون.